# 德律安·德·吕

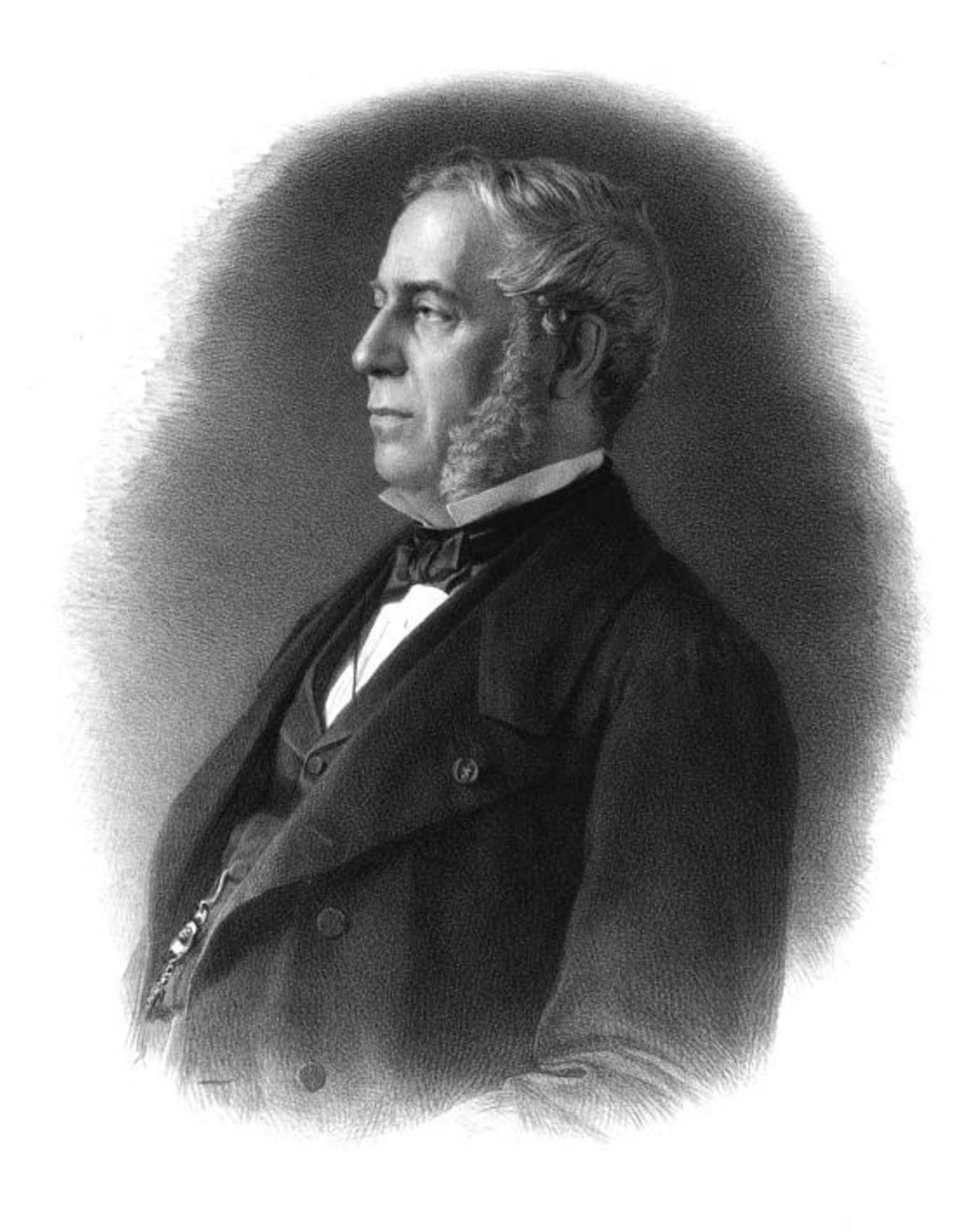
德律安·德·吕

爱德华·德律安·德·吕（法語發音：[edwaːʁ dʁuɛ̃ də lɥis]；1805年11月19日——1881年3月1日于巴黎），法国外交家，政治家，七月王朝时当选议员，第二共和及第二帝国时期屡任外长，参议员。

## 生平
其父为税务官员（Receveur général des finances）。德律安·德·吕毕业于路易大帝中学，1825年修辞学科目获奖。学习法律后，从事外交。

### 七月王朝时期（1830—1848）
1830年，德律安·德·吕任驻马德里大使馆随员。1883年任驻海牙代办，为修复法国支持比利时的干预政策后与荷兰关系。后返回马德里大使馆任秘书。1840年，梯也爾任其在外交部主持商务。1842年德律安·德·吕当选议员，以反对基佐（1840至1842年间外相）政策而为人所知。1846、1847年间参与改革议题。

### 第二共和时期（1848—1851）
1848年法國二月革命后，德律安·德·吕当选代表塞纳-马恩省议员，並主持外交事务委员会。1848年12月19日，路易-拿破仑·波拿巴当选共和国总统，任其为外交部长。时值教宗国危机，教宗庇护九世出逃，法国发兵至奇维塔韦基亚。德律安·德·吕企图避免奥地利当方面决定教宗返回罗马，並支持以马志尼为首的共和政府，因与政府其他成员不和被迫辞职。1849年，任驻伦敦大使，于唐·帕西菲科事件（Don Pacifico Affair）时逆转英法关系危机。1851年1月，再次短暂担任外交部长（1月9日至24日）。

### 第二帝国时期（1852—1870）
1851年政变后，德律安·德·吕于1852年7月28日再次出任外相，于克里米亚战争期间主持外交事务，並参与其后1854年及1855年的维也纳会议。德律安·德·吕认为必须与奥地利结盟，与拿破仑三世意见相左，遂于1855年5月7日辞职。
1862年，德律安·德·吕第四次出任外相。1866年因支持针对普鲁士的军事干预，遭拿破仑三世反对而辞职。从此离开政治舞台。